# Alun Gwynne Jones
Alun Arthur Gwynne Jones, conocido como Barón Chalfont (Monmouthshire, 5 de diciembre de 1919-10 de enero de 2020), fue un político oficial del ejército e historiador británico. Fue Lord Temporal de la Cámara de los Lores de 1964 a 2015, y Ministro de Estado de Asuntos Exteriores y de la Mancomunidad entre 1964 y 1970.

## Biografía

### Primeros años y carrera militar
Nació en Monmouthshire (Gales). Fue educado en la Escuela West Monmouth, y posteriormente asistió a la Escuela de Estudios Eslavos de la Universidad de Londres.
Se unió al regimiento South Wales Borderers cuando estalló la Segunda Guerra Mundial, siendo comisionado como segundo teniente el 2 de noviembre de 1940. De 1941 a 1944 luchó en Birmania junto al poeta galés Alun Lewis. El 1 de enero de 1943, recibió una comisión de emergencia en el Cuerpo Real Blindado como teniente. Después de la guerra, permaneció en el Ejército Británico, y fue ascendido a capitán el 5 de diciembre de 1946.
Fue galardonado con la Medalla de Eficiencia en octubre de 1950. Promovido a mayor el 5 de diciembre de 1953, participó en una serie de campañas antiterroristas, y fue condecorado con la Cruz Militar en agosto de 1957 por comandar una compañía que luchó en las selvas de Malasia durante la Emergencia Malaya.
Fue habilitado como teniente coronel el 1 de julio de 1960, y fue condecorado como Oficial de la Orden del Imperio Británico (OBE) en 1961. Se retiró del Ejército el 30 de junio de 1961 con el rango honorario de teniente coronel.

### Carrera política
Fue ministro en la Oficina de Asuntos Exteriores y de la Mancomunidad de 1964 a 1970 y fue nombrado miembro del Consejo Privado en el año anterior.
El 27 de marzo de 1967, en la Cámara de los Lores, Chalfont se convirtió en el portavoz del intento del Gobierno del Partido Laborista de Harold Wilson de deshacerse de Gran Bretaña de las Islas Malvinas. En noviembre de 1968, viajó a las Malvinas para sondear a la gente y tratar de persuadirlos del mérito de convertirse en ciudadanos argentinos. Fue enviado lejos sin duda de que los isleños deseaban seguir siendo británicos, pero, a su regreso a Gran Bretaña, informó: «No creo que las Islas Malvinas puedan continuar existiendo durante muchos años, en la manera en la que existen actualmente. Creemos que un día las Islas Malvinas pueden estar preparadas para elegir la soberanía argentina. Debemos evitar a toda costa dar la impresión de que queremos deshacernos de ellas, ya que eso establecería precisamente la reacción que querríamos evitar».
Chalfont renunció al Partido Laborista a principios de la década de 1970.
Chalfont es autor de varios libros de historia militar de asuntos relacionados con las guerras napoleónicas.
Fue creado el Barón Chalfont, de Llantarnam, en el condado de Monmouthshire, el 11 de noviembre de 1964. Después de la muerte de Lord Shawcross en 2003, su título de vida fue el más antiguo existente, y Lord Chalfont fue colocado en un orden de precedencia más alto que cuatro barones hereditarios cuyos títulos heredados se crearon después del suyo.
Fue presidente de la Autoridad de Radio que regulaba la radio comercial en el Reino Unido, hasta que Ofcom absorbió su papel. Chalfont creó el Instituto para el Estudio del Terrorismo con Jillian Becker en 1985.
Se retiró de la Cámara de los Lores el 10 de noviembre de 2015.

### Fallecimiento
Cumplió 100 años el 5 de diciembre de 2019 y falleció el mes siguiente, el 10 de enero de 2020.

## Publicaciones
- 1976: Montgomery of Alamein. Londres: Weidenfeld & Nicolson.
- 1979: Waterloo: Battle of Three Armies. Anglo-neerlandés de William Seymour; francés de Jacques Champagne; prusiano por E. Kaulbach; prólogo y epílogo de Lord Chalfont; editado por Lord Chalfont. Londres: Sidgwick & Jackson. ISBN 978-0283987489.
- 1985: Star Wars: suicide or survival? Londres: Weidenfeld & Nicolson.
- 1987: Defence of the Realm. Londres: Collins.
- 1989: By God's Will: A Portrait of the Sultan of Brunei. Londres: Weidenfeld & Nicolson.
- 2000: The Shadow of my Hand. Londres: Weidenfeld & Nicolson (autobiografía).